# Batuhan Özgür
Batuhan Özgür, né le 1er février 1998 à Alanya, est un coureur cycliste turc.

## Biographie
Chez les juniors, Batuhan Özgür devient champion de Turquie sur route en 2015. Il représente également son pays aux championnats du monde et aux championnats d'Europe en 2016. 

## Palmarès et résultats

### Palmarès par année
- 2015
  -  Champion de Turquie sur route juniors
- 2016
  - 3e du championnat de Turquie du contre-la-montre juniors
  - 3e du championnat de Turquie sur route juniors
- 2017
  - 2e du Prix du Saugeais
- 2018
  - 2e étape du Tour de Fatih Sultan Mehmet
  - 3e étape du Tour de la mer Noire
  - 2e du Tour of Mediterrennean
- 2019
  - 1re étape du Tour de la mer Noire
  - 1re étape du Challenge International du Sahara Marocain
  - Tour de Mevlana : 
    - Classement général
    - 1re et 2e étapes

  - 2e du Challenges de la Marche verte - Grand Prix Sakia El Hamra
  - 2e du Challenges de la Marche verte - Grand Prix Oued Eddahab
  - 2e du Challenge International du Sahara Marocain
- 2021
  - 2e du championnat de Turquie sur route

### Classements mondiaux
| Année                                 | 2017  | 2018 | 2019 | 2020  | 2021  | 2022  | 2023  | 2024  |
| ------------------------------------- | ----- | ---- | ---- | ----- | ----- | ----- | ----- | ----- |
| Classement mondial                    | 1205e | 539e | 322e | 1824e | 1111e | 2217e | 1440e | 1841e |
| UCI Europe Tour                       | 791e  | 328e | 264e | 1350e | 825e  | 1395e | nc    | nc    |
| UCI Asia Tour                         | nc    | 418e |      |       |       |       |       |       |
|                                       |       |      |      |       |       |       |       |       |
| Légende : nc = non classéSource : UCI |       |      |      |       |       |       |       |       |